# World Mayor Award
Le World Mayor Award est une récompense maintenant annuelle accordée par City Mayors, une organisation londonienne Elle s'adresse aux maires du monde entier. Elle est basée notamment sur la qualité avec laquelle les maires sont au service de leurs administrés (bien-être, etc.) mais aussi sur leur contribution au développement des villes, nationalement et internationalement. Les organisateurs insistent sur le fait que le jugement est totalement libre et que cette élection n'est ni orientée par une velléité publicitaire ni commerciale. 
Le choix des nominés est basé sur le nombre de voix qu'ils reçoivent par l'intermédiaire du site Web de City Mayors et la qualité et la passion des commentaires qui soutiennent leurs candidatures. Le gagnant est ensuite déterminé à la suite d'un vote entre des membres de la City Mayors Foundation. 

## 2004
En 2004, Edi Rama, maire de Tirana en Albanie, est élu par les participants au scrutin.

## 2005
Les nommés en 2005 furent notamment Michael Häupl de Vienne, Álvaro Arzú de Guatemala, Mahmoud Ahmadinejad de Téhéran, Ken Livingstone de Londres, Hazel McCallion de Mississauga, Ontario, et Cesar Maia de Rio de Janeiro.
Le gagnant fut Dora Bakoyannis, d'Athènes. La liste complète des 10 sélectionnés est la suivante :
| Rang | Nommés               | Parti politique (orientation)   | Villes         | Pays        |
| ---- | -------------------- | ------------------------------- | -------------- | ----------- |
| 1    | Dóra Bakoyánni       | ND (centre-droit)               | Athènes        | Grèce       |
| 2    | Hazel McCallion      | PLC (centre)                    | Mississauga    | Canada      |
| 3    | Álvaro Arzú          | PAN (droite)                    | Guatemala      | Guatemala   |
| 4    | Oscar S. Rodriguez   | Lakas–CMD (centre)              | San Fernando   | Philippines |
| 5    | Gavin Newsom         | Parti démocrate (centre-gauche) | San Francisco  | États-Unis  |
| 6    | Michael Häupl        | SPÖ (centre-gauche)             | Vienne         | Autriche    |
| 7    | Christian Ude        | SPD (centre-gauche)             | Munich         | Allemagne   |
| 8    | Fernando D. Pimentel | PT (gauche)                     | Belo Horizonte | Brésil      |
| 9    | Shirley Franklin     | Parti démocrate (centre-gauche) | Atlanta        | États-Unis  |
| 10   | John So              | ?                               | Melbourne      | Australie   |

## 2006
En juin 2006, la liste complète des 50 qualifiés aux finales a été annoncée, avec notamment Job Cohen, maire d'Amsterdam, John So, maire de Melbourne, Ray Nagin maire de La Nouvelle-Orléans, Michael Bloomberg, maire de New York et Shintaro Ishihara, gouverneur de Tokyo.
En décembre, le résultat des votes place en tête John So maire de Melbourne suivi par Job Cohen, maire d'Amsterdam. Il y eut plus de 103 500 votants.
La liste des 10 sélectionnés est la suivante :
| Rang | Nommés                   | Parti politique (orientation)   | Villes        | Pays        |
| ---- | ------------------------ | ------------------------------- | ------------- | ----------- |
| 1    | John So                  | ?                               | Melbourne     | Australie   |
| 2    | Job Cohen                | PvdA (centre-gauche)            | Amsterdam     | Pays-Bas    |
| 3    | Stephen R. Reed          | Parti démocrate (centre-gauche) | Harrisburg    | États-Unis  |
| 4    | Jejomar Binay            | PDP-Laban (centre-gauche)       | Makati        | Philippines |
| 5    | Michel Thiollière        | PRV (centre)                    | Saint-Étienne | France      |
| 6    | Paul Wengert             | SPD (centre-gauche)             | Augsbourg     | Allemagne   |
| 7    | Francisco Cabrera Santos | ConPaco (centre-gauche)         | Valencia      | Venezuela   |
| 8    | Dubravka Šuica           | HDZ (centre-droit)              | Dubrovnik     | Croatie     |
| 9    | John Hickenlooper        | Parti démocrate (centre-gauche) | Denver        | États-Unis  |
| 10   | Patrick Ramiaramanana    | TIM (droite)                    | Antananarivo  | Madagascar  |

## 2008
La liste complète des 50 qualifiés aux finales a été annoncée en janvier 2008. On y trouvait : Helen Zille, maire du Cap, Afrique du Sud ; Antonio Villaraigosa, maire de Los Angeles, (États-Unis) ; Paco Moncayo, maire de Quito, Équateur ; Leopoldo López, maire de Chacao, Venezuela ; Marides Fernando, maire de Marikina, Philippines, Bertrand Delanoë, maire de Paris, France, et Sheila Dikshit, CM de Delhi, Inde.
La liste finale des 11 sélectionnés, publiée en juillet, est la suivante :
| Rang | Nommés            | Parti politique (orientation)   | Villes       | Pays           |
| ---- | ----------------- | ------------------------------- | ------------ | -------------- |
| 1    | Helen Zille       | DA (centre)                     | Le Cap       | Afrique du Sud |
| 2    | Elmar Ledergerber | PS (gauche)                     | Zurich       | Suisse         |
| 3    | Leopoldo López    | VP (centre, centre-gauche)      | Chacao       | Venezuela      |
| 4    | Phil Gordon       | Parti démocrate (centre-gauche) | Phoenix      | États-Unis     |
| 5    | Ulrich Maly       | SPD (centre-gauche)             | Nuremberg    | Allemagne      |
| 6    | Jaime Nebot       | PSC (centre)                    | Guayaquil    | Équateur       |
| 7    | Marides Fernando  | Lakas–CMD (centre)              | Marikina     | Philippines    |
| 8    | Mohammad Ghalibaf | Indépendant (conservateur)      | Téhéran      | Iran           |
| 9    | Göran Johansson   | SAP (centre-gauche)             | Göteborg     | Suède          |
| 10   | Salvador Gándara  | ?                               | Villa Nueva  | Guatemala      |
| 11   | José Fogaça       | PPS (centre-gauche)             | Porto Alegre | Brésil         |

Le 14 octobre 2008, Helen Zille, maire de la ville du Cap en Afrique du Sud devient la première maire du continent africain à obtenir ce prix.

## 2010
35 concurrents étaient en lice pour recevoir le prix en 2010, le processus a abouti après une première sélection qui a été élaborée en 18 mois, sélection qui comprenait deux représentants d'Australie, six pour l'Asie, quatre en Amérique du nord, quatre en Amérique latine, neuf pour l'Europe dont Gérard Collomb pour Lyon et Adeline Hazan pour Reims en France.
Le vainqueur fut Marcelo Ebrard pour la ville de Mexico.
La liste finale des 10 sélectionnés est :
| Rang | Nommés          | Parti politique (orientation)    | Villes        | Pays             |
| ---- | --------------- | -------------------------------- | ------------- | ---------------- |
| 1    | Marcelo Ebrard  | PRD (centre-gauche)              | Mexico        | Mexique          |
| 2    | Mick Cornett    | Parti républicain (droite)       | Oklahoma City | États-Unis       |
| 3    | Domenico Lucano | Indépendant                      | Riace         | Italie           |
| 4    | Dianne Watts    | PCC (centre-droit)               | Surrey        | Canada           |
| 5    | Campbell Newman | LNP of Queensland (centre-droit) | Brisbane      | Australie        |
| 6    | Antonio Ledezma | ABP (centre-gauche)              | Caracas       | Venezuela        |
| 7    | Cory Booker     | Parti démocrate (centre-gauche)  | Newark        | États-Unis       |
| 8    | Ivo Gönner      | SPD (centre-gauche)              | Ulm           | Allemagne        |
| 9    | Peter Tennent   | ?                                | New Plymouth  | Nouvelle-Zélande |
| 10   | Stuart Drummond | Indépendant                      | Hartlepool    | Royaume-Uni      |

## 2012
La liste des 10 sélectionnés est la suivante :
| Rang | Nommés                | Parti politique (orientation)    | Villes    | Pays             |
| ---- | --------------------- | -------------------------------- | --------- | ---------------- |
| 1    | Iñaki Azkuna          | PNV (régionaliste)               | Bilbao    | Espagne          |
| 2    | Lisa Scaffidi         | Indépendante                     | Perth     | Australie        |
| 3    | Joko Widodo           | PDI-P (centre-gauche)            | Surakarta | Indonésie        |
| 4    | Régis Labeaume        | Indépendant (centre-droit)       | Québec    | Canada           |
| 5    | John F Cook           | Parti démocrate (centre-gauche)  | El Paso   | États-Unis       |
| 6    | Park Wan-su           | ?                                | Changwon  | Corée du Sud     |
| 7    | Len Brown             | NZLP (centre-gauche)             | Auckland  | Nouvelle-Zélande |
| 8    | Edgardo Pamintuan     | Partido Abe Kapampangan (centre) | Ángeles   | Philippines      |
| 9    | Mouhib Khatir         | Indépendant                      | Zéralda   | Algérie          |
| 10   | Alfonso Sánchez Garza | PRI (centre-droit)               | Matamoros | Mexique          |

## 2014
| Rang | Nommés              | Parti politique (orientation)   | Villes             | Pays        |
| ---- | ------------------- | ------------------------------- | ------------------ | ----------- |
| 1    | Naheed Nenshi       | - (centre-gauche)               | Calgary            | Canada      |
| 2    | Daniël Termont      | SPA (centre-gauche)             | Gand               | Belgique    |
| 3    | Tri Rismaharini     | PDI-P (centre-gauche)           | Surabaya           | Indonésie   |
| 4    | Carlos Ocariz       | Primero Justicia (centre)       | Sucre              | Venezuela   |
| 5    | Jed Patrick Mabilog | Partido Liberal (centre-gauche) | Iloilo             | Philippines |
| 6    | Albrecht Schröter   | SPD (centre-gauche)             | Iéna               | Allemagne   |
| 7    | Annise Parker       | Parti démocrate (centre-gauche) | Houston            | États-Unis  |
| 8    | Yiánnis Boutáris    | - (centre-gauche)               | Thessalonique      | Grèce       |
| 9    | Giusy Nicolini      | - (gauche)                      | Lampedusa e Linosa | Italie      |
| 10   | Aziz Kocaoğlu       | CHP (centre-gauche)             | Izmir              | Turquie     |

## 2016
| Rang | Nommés             | Parti politique (orientation) | Villes             | Pays      |
| ---- | ------------------ | ----------------------------- | ------------------ | --------- |
| 1    | Bart Somers        | Open Vld (centre-droit)       | Malines            | Belgique  |
| 2    | Wolfgang G. Müller | SPD (centre-gauche)           | Lahr/Schwarzwald   | Allemagne |
| 3    | Geórgios Kamínis   | Indépendant (centre-gauche)   | Athènes            | Grèce     |
| 4    | Giusy Nicolini     | - (gauche)                    | Lampedusa e Linosa | Italie    |
| 5    | Richard Arnold     | CDU (centre-droit)            | Schwäbisch Gmünd   | Allemagne |
| 6    | Mirjam van 't Veld | CDA (centre)                  | Amstelveen         | Pays-Bas  |
| 7    | Spyros Galinos     | ?                             | Lesbos             | Grèce     |
| 8    | Paweł Adamowicz    | PO (centre)                   | Gdańsk             | Pologne   |
| 9    | Damien Carême      | EÉLV (gauche)                 | Grande-Synthe      | France    |
| 10   | Henriette Reker    | Indépendante (centre)         | Cologne            | Allemagne |